# 14 luglio
Il 14 luglio è il 195º giorno del calendario gregoriano (il 196º negli anni bisestili). Mancano 170 giorni alla fine dell'anno.

## Eventi
- 939 – Elezione di papa Stefano VIII;
- 1099 – Termina la Prima crociata con la conquista di Gerusalemme;
- 1223 – In Francia, Luigi VIII diventa re di Francia in seguito alla morte del padre;
- 1570 – Papa Pio V promulga la bolla Quo primum tempore per la riforma della liturgia e l’edizione del Messale Romano;
- 1789 – La popolazione di Parigi insorge e viene assaltata la prigione della Bastiglia, simbolo del potere assolutista del re: da questa data si fa convenzionalmente cominciare la Rivoluzione francese;
- 1790 – Un anno dopo la Presa della Bastiglia, per festeggiare l'evento si svolge la Fête de la Fédération;
- 1791 – Rivolte di Priestley a Birmingham, Inghilterra;
- 1795 – La Convenzione nazionale adotta La Marsigliese come inno nazionale;
- 1816 – Papa Pio VII fonda la Gendarmeria pontificia;
- 1865 – Una cordata di sette persone guidata dall'alpinista britannico Edward Whymper e dalla guida alpina francese Michel Croz raggiunge per la prima volta la vetta del Cervino; lo stesso giorno, durante la discesa, quattro dei sette alpinisti muoiono precipitando accidentalmente per oltre mille metri;
- 1880:
  - La Fête de la Fédération del 1790 diventa ufficialmente la ricorrenza annuale nota come Festa nazionale francese;
  - Il motto Liberté, Égalité, Fraternité appare sui frontoni di tutte le istituzioni pubbliche francesi;
- 1881 – Il criminale Billy the Kid viene ucciso dallo sceriffo Pat Garrett nella Maxwell House di Fort Sumner (Nuovo Messico);
- 1902 – In Piazza San Marco a Venezia, il Campanile di San Marco, risalente al X secolo, crolla improvvisamente: verrà ricostruito secondo il principio "com'era, dov'era" con un accurato restauro che si concluderà nel 1912;
- 1916 – A Zurigo si svolge la prima serata pubblica del locale Cabaret Voltaire, dove Hugo Ball recitò il primo manifesto del movimento Dada, lì ideato;
- 1921 – Nicola Sacco e Bartolomeo Vanzetti ricevono la sentenza di condanna a morte, che verrà eseguita il 23 agosto del 1927;
- 1933:
  - In Germania vengono messi fuori legge tutti i partiti politici a eccezione del Partito Nazista;
  - Il regime nazista pone in essere la Legge per la protezione dei caratteri ereditari, rendendo la sterilizzazione obbligatoria per determinati individui;
- 1938 – Il re Giorgio VI del Regno Unito e sua figlia Elisabetta si recano a Reims in Francia per la parata in onore del restauro appena terminato della Cattedrale di Reims, completato il 10 luglio; l'evento viene accolto dalla stampa come un segno di appoggio del Regno Unito alla Francia contro le mire espansionistiche della Germania hitleriana;
- 1940 – Seconda guerra mondiale: Andrew George Latta McNaughton prende il comando del VII Corpo d'Armata composto da truppe britanniche, canadesi e neozelandesi;
- 1942 – Seconda guerra mondiale, Operazione G.G.1: nella notte fra il 13 e il 14 luglio, un commando di 12 Uomini Gamma della X^ Flottiglia MAS raggiunge Gibilterra a nuoto e piazza delle cariche esplosive su alcuni bastimenti, danneggiando gravemente quattro piroscafi britannici;
- 1943 – Durante la campagna di Sicilia si consuma il massacro di Biscari per mano di soldati statunitensi;
- 1944 – Eccidio di Alagna: presso il cimitero di Alagna Valsesia, un reparto di SS italiane fucila otto carabinieri e sette partigiani arrestati nei giorni precedenti durante le operazioni di riconquista della Repubblica partigiana della Valsesia;
- 1948 – A Roma, lo studente universitario Antonio Pallante spara a Palmiro Togliatti con quattro colpi di pistola, di cui tre lo colpiscono; l'attentato a Togliatti causa gravi disordini, che secondo i giornali dell'epoca sfiorano la guerra civile;
- 1951 – A Joplin (Missouri), il George Washington Carver National Monument diventa il primo monumento nazionale degli Stati Uniti d'America dedicato agli afroamericani;
- 1958
  - In Iraq la monarchia hascemita viene rovesciata da elementi nazionalisti dell'esercito, e ʿAbd al-Karīm Qāsim diventa il nuovo capo della nazione;
  - Su Nippon TV va in onda il cortometraggio animato Mogura no aventure (もぐらのアバンチュール?), il primo anime (e il primo programma a colori) mai trasmesso dalla televisione giapponese;
- 1965 – La sonda statunitense Mariner 4 raggiunge per la prima volta Marte: invierà alla Terra un totale di 21 foto;
- 1969 – L'esercito di El Salvador invade l'Honduras: inizia la guerra del calcio;
- 1970 – La città di Reggio Calabria insorge: sorgono le prime barricate e avvengono i primi scontri noti come moti di Reggio;
- 1977 – A New York si verifica un imponente blackout dopo che dei fulmini provocano un'avaria a una centrale elettrica;
- 1983 – Viene distribuito in Giappone in versione arcade il videogioco Mario Bros., primo episodio del franchise di Mario di Nintendo;
- 1995 – La nuova tecnologia per la nuova compressione di dati audio viene rinominata mp3 ;
- 2002 – Durante le celebrazioni della Festa nazionale francese, il presidente della Repubblica francese Jacques Chirac esce incolume da un tentativo di assassinio;
- 2008:
  - L'asteroide (450894) 2008 BT18 passa vicino alla Terra;
  - A Sumida (Tokyo) si tiene una celebrazione per l'inizio degli scavi per le fondamenta del Tokyo Sky Tree;
- 2011 – Il Sudan del Sud entra a far parte dell'ONU;
- 2015 – La sonda New Horizons raggiunge il suo punto più vicino a Plutone;
- 2016 – Strage di Nizza: durante i festeggiamenti della Festa nazionale francese, un tir si scaglia contro la folla che assisteva allo spettacolo dei fuochi d'artificio sulla Passeggiata degli Inglesi causando 86 morti e 458 feriti;
- 2024 – La nazionale di calcio della Spagna batte 2-1 la nazionale di calcio dell'Inghilterra all'Olympiastadion di Berlino e vince il campionato europeo di calcio 2024.

## Nati
Ci sono circa 1 090 voci su persone nate il 14 luglio; vedi la pagina Nati il 14 luglio per un elenco descrittivo o la categoria Nati il 14 luglio per un indice alfabetico.

## Morti
Ci sono circa 470 voci su persone morte il 14 luglio; vedi la pagina Morti il 14 luglio per un elenco descrittivo o la categoria Morti il 14 luglio per un indice alfabetico.

## Feste e ricorrenze

### Civili
Nazionali:
- Francia (comprese le dipendenze francesi) - Festa nazionale francese
- Iraq – Festa nazionale
- Kiribati – Festa dell'indipendenza, 3º giorno (non è festivo)

### Religiose
Cristianesimo:
- San Camillo de Lellis, fondatore dei Chierici regolari Ministri degli Infermi
- San Ciro di Cartagine, vescovo e martire
- San Cynllo, re
- San Francesco Solano
- San Giovanni Wang Guixin, martire cinese
- San Giusto, soldato e martire
- San Liberto di Saint-Trond, martire
- Santa Lupercilla, martire
- San Marchelmo, sacerdote e monaco
- San Marciano di Frigento, vescovo
- Sant'Ottaziano di Brescia, vescovo
- Sant'Ulrico di Zell, monaco[1]
- Santa Toscana, vedova
- San Vincenzo Madelgario, monaco
- Beata Angelina di Marsciano
- Beato Gaspare de Bono
- Beato Giorgio da Lauria, mercedario
- Beato Croznato, martire premostratense
- Beato Ghébrē Michele
- Beato Raffaele di Barletta
- Beato Riccardo Langhorne, avvocato, martire

Shintoismo:
- Mitama Matsuri, 2º giorno